# Juniperus recurva
Juniperus recurva là một loài thực vật hạt trần trong họ Cupressaceae. Loài này được Buch.-Ham. ex D.Don mô tả khoa học đầu tiên năm 1825.